# Васильев, Алексей Николаевич (музыкант)
Алексе́й Никола́евич Васи́льев (род. 22 января 1971 года) — российский виолончелист, дирижёр, педагог и музыкально-общественный деятель. Лауреат международного конкурса. Заслуженный артист России (2018). Ректор Санкт-Петербургской консерватории им. Н. А. Римского-Корсакова (с 2015).

## Становление
Начал заниматься на виолончели с 6 лет под присмотром отца, музыканта Кировского (ныне Мариинского) театра. 
В том же возрасте был зачислен в ленинградскую ССМШ, по окончании которой поступил в Санкт-Петербургскую консерваторию, в класс А. П. Никитина.
Со второго курса консерватории стал играть в ЗКР АСО Санкт-Петербургской филармонии под управлением Ю. Х. Темирканова, в том числе и на зарубежных гастролях. 
Завершил обучение в 1995 году. Тогда же на международном конкурсе в гор. Трапани (Италия) в дуэте со своей супругой, пианисткой А. Жилиной получил третью премию.

## Творческая деятельность
Васильев много выступает и как солист, и в составе ансамблей. Основой его репертуара является признанная виолончельная классика, но исполняет и произведения современных авторов (С. Губайдулиной, С. Екимова).
С середины 2000-х стал пробовать себя в качестве дирижёра (интерес к этой деятельности обнаруживался и в детстве, и при игре в ЗКР АСО) за пультом оркестра музыкального училища им. Римского-Корсакова, которое в те годы возглавил. В сопровождении оркестра под управлением Васильева выступали видные музыканты, среди которых Л. Исаказде, П. Егоров, В. Мищук, Д. Трифонов, О. Вайнштейн.
Указом президента России № 377 от 29 июня 2018 года Васильеву присвоено звание заслуженного артиста РФ.
В порядке увлечения, со школьных лет играет на бас-гитаре в рок-группе.
Студентом Васильев начал вести класс виолончели в ССМШ, позднее преподавал в училище и в консерватории в Петербурге; в настоящее время — профессор кафедры виолончели, арфы, контрабаса и квартета. 

## На посту ректора
В 2015 году Васильев был назначен исполняющим обязанности ректора Санкт-Петербургской консерватории. Народный артист СССР В. А. Чернушенко, более двадцати лет возглавлявший консерваторию, прокомментировал назначение следующим образом: «Алексей Васильев — это человек, которого я знал… как студента, аспиранта и преподавателя. Это…  превосходный виолончелист…  …назначение [ректором именно Васильева]… — большая удача для консерватории в нынешние времена. Алексей Николаевич обладает широчайшим кругозором и удивительно тонким умением руководить непростыми творческими коллективами. …могу только приветствовать это решение Министерства культуры». 
В декабре 2016 года Васильев был избран на ректорский пост, получив поддержку подавляющего большинства сотрудников консерватории. Переизбран на должность в конце 2021 года.

## В жюри конкурсов
- Международный конкурс пианистов им. Марта Саара, г. Сууре-Яани (Эстония), 2018 год, член жюри[7]
- III Всероссийский музыкальный конкурс, г. Москва, 2018 год, член жюри[8]
- XI Международный юношеский конкурс им. П. И. Чайковского, г. Москва, 22.10.2022-14.01.2023, член жюри[9]